# Fisköra
Fisköra är en halvö i Åland (Finland). Den ligger i den västra delen av landskapet, 28 km nordväst om huvudstaden Mariehamn. Fisköra ligger på ön Fasta Åland.
I omgivningarna runt Fisköra växer i huvudsak blandskog. Runt Fisköra är det glesbefolkat, med 11 invånare per kvadratkilometer.